# Vae soli
Pour les articles homonymes, voir Vae solis.
Vae soli est une locution latine qui signifie « Malheur à l'homme seul ! » tirée des paroles de l'Ecclésiaste, au chapitre IV verset 10, qui caractérise la position malheureuse de l'homme isolé, abandonné à lui-même.
« Tel homme est seul, sans personne, ni fils, ni frère ; cependant il n'y a pas de fin à tout son travail et ses yeux ne sont jamais rassasiés de richesses... Pour qui donc est-ce que je travaille et prive mon âme de jouissances ? Cela aussi est vanité et occupation fâcheuse. 9. Deux valent mieux qu'un : car ils retireront un bon profit de leur labeur. 10. S'ils tombent, l'un peut relever son compagnon ; mais malheur à celui qui est seul ; s'il tombe, il n'a pas de second pour le relever. 11 De même, si deux sont couchés ensemble, ils ont chaud ; mais celui qui est seul, comment aurait-il chaud ? 12. Et si un assaillant l'emporte sur un seul, deux lui tiendront tête. Le cordon triple ne se rompt pas de sitôt. »